# 3e étape du Tour de France 1997
Pour un article plus général, voir Tour de France 1997.
La troisième étape du Tour de France 1997 s'est déroulée le 8 juillet 1997 entre Vire et Plumelec  sur un parcours de 224 km. Cette étape est remportée par l'Allemand Erik Zabel.

## Classement de l'étape
| \| Classement de l'étape \| Classement de l'étape \| Classement de l'étape \| Classement de l'étape \| Classement de l'étape \| \| Coureur \| Coureur \| Pays \| Équipe \| Temps \| \| --------------------- \| --------------------- \| --------------------- \| -------------------------- \| --------------------- \| \| 1er \| Erik Zabel \| Allemagne \| Deutsche Telekom \| + 4 h 54 min 33 s \| \| 2e \| Frank Vandenbroucke \| Belgique \| Mapei-GB \| + 0 s \| \| 3e \| Bjarne Riis \| Danemark \| Deutsche Telekom \| + 0 s \| \| 4e \| Laurent Jalabert \| France \| ONCE \| + 0 s \| \| 5e \| Davide Rebellin \| Italie \| La Française des jeux \| + 0 s \| \| 6e \| Abraham Olano \| Espagne \| Banesto \| + 0 s \| \| 7e \| Jean-Cyril Robin \| France \| US Postal Service \| + 0 s \| \| 8e \| Jan Ullrich \| Allemagne \| Deutsche Telekom \| + 0 s \| \| 9e \| Laurent Dufaux \| Suisse \| Festina-Lotus \| + 0 s \| \| 10e \| Pascal Chanteur \| France \| Casino, c'est votre équipe \| + 0 s \| |                     |           |                            |                   |
| |                     |           |                            |                   |
| |                     |           |                            |                   |
| Classement de l'étape |                     |           |                            |                   |
| Coureur | Coureur             | Pays      | Équipe                     | Temps             |
| 1er | Erik Zabel          | Allemagne | Deutsche Telekom           | + 4 h 54 min 33 s |
| 2e | Frank Vandenbroucke | Belgique  | Mapei-GB                   | + 0 s             |
| 3e | Bjarne Riis         | Danemark  | Deutsche Telekom           | + 0 s             |
| 4e | Laurent Jalabert    | France    | ONCE                       | + 0 s             |
| 5e | Davide Rebellin     | Italie    | La Française des jeux      | + 0 s             |
| 6e | Abraham Olano       | Espagne   | Banesto                    | + 0 s             |
| 7e | Jean-Cyril Robin    | France    | US Postal Service          | + 0 s             |
| 8e | Jan Ullrich         | Allemagne | Deutsche Telekom           | + 0 s             |
| 9e | Laurent Dufaux      | Suisse    | Festina-Lotus              | + 0 s             |
| 10e | Pascal Chanteur     | France    | Casino, c'est votre équipe | + 0 s             |

## Classement général
Avec cette arrivée au sommet de la côte de Plumelec, seuls 21 coureurs finissent dans le groupe des favoris. Malgré onze secondes de retard sur la ligne, l'Italien Mario Cipollini (Saeco-Estro) conserve le maillot jaune de leader. Il devance maintenant le vainqueur de l'étape Erik Zabel (Deutsche Telekom) de 14 secondes et l'Anglais Chris Boardman (Gan) de 27 secondes. À noter l'abandon sur chute du Suisse Tony Rominger (Mapei-GB) alors qu'il était quatrième du classement.
| \| Classement général \| Classement général \| Classement général \| Classement général \| Classement général \| \| Coureur \| Coureur \| Pays \| Équipe \| Temps \| \| ------------------ \| ------------------- \| ------------------ \| ------------------ \| ------------------ \| \| 1er \| Mario Cipollini \| Italie \| Saeco-Estro \| 16 h 10 min 12 s \| \| 2e \| Erik Zabel \| Allemagne \| Deutsche Telekom \| + 14 s \| \| 3e \| Chris Boardman \| Royaume-Uni \| Gan \| + 27 s \| \| 4e \| Jan Ullrich \| Allemagne \| Deutsche Telekom \| + 29 s \| \| 5e \| Frank Vandenbroucke \| Belgique \| Mapei-GB \| + 33 s \| \| 6e \| Abraham Olano \| Espagne \| Banesto \| + 37 s \| \| 7e \| Laurent Jalabert \| France \| ONCE \| + 39 s \| \| 8e \| Pascal Lino \| France \| BigMat-Auber 93 \| + 52 s \| \| 9e \| Frédéric Moncassin \| France \| Gan \| + 55 s \| \| 10e \| Oscar Camenzind \| Suisse \| Mapei-GB \| + 55 s \| |                     |             |                  |                  |
| |                     |             |                  |                  |
| |                     |             |                  |                  |
| Classement général |                     |             |                  |                  |
| Coureur | Coureur             | Pays        | Équipe           | Temps            |
| 1er | Mario Cipollini     | Italie      | Saeco-Estro      | 16 h 10 min 12 s |
| 2e | Erik Zabel          | Allemagne   | Deutsche Telekom | + 14 s           |
| 3e | Chris Boardman      | Royaume-Uni | Gan              | + 27 s           |
| 4e | Jan Ullrich         | Allemagne   | Deutsche Telekom | + 29 s           |
| 5e | Frank Vandenbroucke | Belgique    | Mapei-GB         | + 33 s           |
| 6e | Abraham Olano       | Espagne     | Banesto          | + 37 s           |
| 7e | Laurent Jalabert    | France      | ONCE             | + 39 s           |
| 8e | Pascal Lino         | France      | BigMat-Auber 93  | + 52 s           |
| 9e | Frédéric Moncassin  | France      | Gan              | + 55 s           |
| 10e | Oscar Camenzind     | Suisse      | Mapei-GB         | + 55 s           |

## Classements annexes
| Classement par points | Classement par points | Classement par points | Classement par points | Classement par points |
| Coureur               | Coureur               | Pays                  | Équipe                | Points                |
| --------------------- | --------------------- | --------------------- | --------------------- | --------------------- |
| 1er                   | Erik Zabel            | Allemagne             | Deutsche Telekom      | 95 pts                |
| 2e                    | Mario Cipollini       | Italie                | Saeco-Estro           | 87 pts                |
| 3e                    | Frédéric Moncassin    | France                | Gan                   | 58 pts                |
| 4e                    | Jeroen Blijlevens     | Pays-Bas              | TVM-Farm Frites       | 50 pts                |
| 5e                    | Robbie McEwen         | Australie             | Rabobank              | 39 pts                |

| Classement par points | Classement par points | Classement par points | Classement par points | Classement par points |
| Coureur               | Coureur               | Pays                  | Équipe                | Points                |
| --------------------- | --------------------- | --------------------- | --------------------- | --------------------- |
| 1er                   | Erik Zabel            | Allemagne             | Deutsche Telekom      | 95 pts                |
| 2e                    | Mario Cipollini       | Italie                | Saeco-Estro           | 87 pts                |
| 3e                    | Frédéric Moncassin    | France                | Gan                   | 58 pts                |
| 4e                    | Jeroen Blijlevens     | Pays-Bas              | TVM-Farm Frites       | 50 pts                |
| 5e                    | Robbie McEwen         | Australie             | Rabobank              | 39 pts                |

| Classement de la montagne | Classement de la montagne | Classement de la montagne | Classement de la montagne       | Classement de la montagne |
| Coureur                   | Coureur                   | Pays                      | Équipe                          | Points                    |
| ------------------------- | ------------------------- | ------------------------- | ------------------------------- | ------------------------- |
| 1er                       | Laurent Brochard          | France                    | Festina-Lotus                   | 28 pts                    |
| 2e                        | Cyril Saugrain            | France                    | Cofidis-Le Crédit par Téléphone | 11 pts                    |
| 3e                        | Artūras Kasputis          | Lituanie                  | Casino, c'est votre équipe      | 10 pts                    |
| 4e                        | François Simon            | France                    | Gan                             | 6 pts                     |
| 5e                        | Thierry Gouvenou          | France                    | BigMat-Auber 93                 | 5 pts                     |

| Classement de la montagne | Classement de la montagne | Classement de la montagne | Classement de la montagne       | Classement de la montagne |
| Coureur                   | Coureur                   | Pays                      | Équipe                          | Points                    |
| ------------------------- | ------------------------- | ------------------------- | ------------------------------- | ------------------------- |
| 1er                       | Laurent Brochard          | France                    | Festina-Lotus                   | 28 pts                    |
| 2e                        | Cyril Saugrain            | France                    | Cofidis-Le Crédit par Téléphone | 11 pts                    |
| 3e                        | Artūras Kasputis          | Lituanie                  | Casino, c'est votre équipe      | 10 pts                    |
| 4e                        | François Simon            | France                    | Gan                             | 6 pts                     |
| 5e                        | Thierry Gouvenou          | France                    | BigMat-Auber 93                 | 5 pts                     |

| Classement du meilleur jeune | Classement du meilleur jeune | Classement du meilleur jeune | Classement du meilleur jeune | Classement du meilleur jeune |
| Coureur                      | Coureur                      | Pays                         | Équipe                       | Temps                        |
| ---------------------------- | ---------------------------- | ---------------------------- | ---------------------------- | ---------------------------- |
| 1er                          | Jan Ullrich                  | Allemagne                    | Deutsche Telekom             | 16 h 13 min 41 s             |
| 2e                           | Frank Vandenbroucke          | Belgique                     | Mapei-GB                     | + 4 s                        |
| 3e                           | Peter Luttenberger           | Autriche                     | Rabobank                     | + 27 s                       |
| 4e                           | Daniele Nardello             | Italie                       | Mapei-GB                     | + 36 s                       |
| 5e                           | David Etxebarria             | Espagne                      | ONCE                         | + 46 s                       |

| Classement du meilleur jeune | Classement du meilleur jeune | Classement du meilleur jeune | Classement du meilleur jeune | Classement du meilleur jeune |
| Coureur                      | Coureur                      | Pays                         | Équipe                       | Temps                        |
| ---------------------------- | ---------------------------- | ---------------------------- | ---------------------------- | ---------------------------- |
| 1er                          | Jan Ullrich                  | Allemagne                    | Deutsche Telekom             | 16 h 13 min 41 s             |
| 2e                           | Frank Vandenbroucke          | Belgique                     | Mapei-GB                     | + 4 s                        |
| 3e                           | Peter Luttenberger           | Autriche                     | Rabobank                     | + 27 s                       |
| 4e                           | Daniele Nardello             | Italie                       | Mapei-GB                     | + 36 s                       |
| 5e                           | David Etxebarria             | Espagne                      | ONCE                         | + 46 s                       |

| Classement par équipes | Classement par équipes | Classement par équipes | Classement par équipes |
| Équipe                 | Équipe                 | Pays                   | Temps                  |
| ---------------------- | ---------------------- | ---------------------- | ---------------------- |
| 1re                    | Deutsche Telekom       | Allemagne              | 48 h 32 min 33 s       |
| 2e                     | Gan                    | France                 | + 38 s                 |
| 3e                     | Mapei-GB               | Italie                 | + 42 s                 |
| 4e                     | US Postal Service      | États-Unis             | + 56 s                 |
| 5e                     | Rabobank               | Pays-Bas               | + 1 min 51 s           |

| Classement par équipes | Classement par équipes | Classement par équipes | Classement par équipes |
| Équipe                 | Équipe                 | Pays                   | Temps                  |
| ---------------------- | ---------------------- | ---------------------- | ---------------------- |
| 1re                    | Deutsche Telekom       | Allemagne              | 48 h 32 min 33 s       |
| 2e                     | Gan                    | France                 | + 38 s                 |
| 3e                     | Mapei-GB               | Italie                 | + 42 s                 |
| 4e                     | US Postal Service      | États-Unis             | + 56 s                 |
| 5e                     | Rabobank               | Pays-Bas               | + 1 min 51 s           |